# Никесиполис
Никесиполис (на старогръцки: Νικησίπολις; на латински: Nikēsípolis, Nicasipolis; IV век пр. Хр.) e знатна тесалийка, родом от град Фере, съпруга или конкубина на Филип II Македонски (цар на Древна Македония 359-336 г. пр. Хр.) и майка на Тесалоника Македонска (* 352 или 345 г. пр. Хр.).
Умира скоро след раждането на Тесалоника, която започва да живее в двореца на мащехата си Олимпия, омъжва се през 316 г. пр. Хр. за македонския цар Касандър и е майка на царете Филип IV, Антипатър I и Александър V.
Никесиполис е роднина, вероятно племенница на Язон (375 г. пр. Хр. владетел или тиран на Фере).